# Leptopterna dolabrata
Leptopterna dolabrata es un insecto de la familia Miridae.

## Distribución
Se encuentra comúnmente en áreas verdes en casi toda Europa al norte del Mediterráneo y al este en Asia Menor hasta la región del mar Caspio. Es una especie introducida en América del Norte. Se alimenta de semillas, lo que hace que estas se marchiten y blanqueen prematuramente. Se considera una plaga dondequiera que se cultive pasto para semilla. La especie tiene antenas largas y es de color negro.